# Terri Hawkes
Terri Hawkes, född 1958 i Toronto, Ontario, Kanada, är en kanadensisk skådespelare.  

## Filmografi i urval
- 1990 - General Hospital
- 1993 – Se upp!
- 1995 - Beverly Hills, 90210
- 1995 - Vägen till Avonlea